# Schizotricha falcata
Schizotricha falcata är en nässeldjursart som beskrevs av Peña-Cantero 1998. Schizotricha falcata ingår i släktet Schizotricha och familjen Halopterididae.
Artens utbredningsområde är Södra Ishavet. Inga underarter finns listade i Catalogue of Life.